# Lasse Selvåg Nordås
Lasse Selvåg Nordås (Lillestrøm, 2002. február 10. –) norvég korosztályos válogatott labdarúgó, a Luton Town csatárja.

## Pályafutása

### Klubcsapatokban
Lasse Selvåg Nordås a norvégiai Lillestrøm városában született. Az ifjúsági pályafutását a helyi Lillestrøm klubjánál kezdte, ahol egészen 2019-ig játszott. 
2020-ban mutatkozott be a Strømmen felnőtt csapatában. Először a 2020. július 3-ai, Ull/Kisa elleni mérkőzésen lépett pályára. Első gólját a 2020. augusztus 3-ai, Raufoss elleni meccsen lőtte. A 2021-es szezont már a norvég első osztályban szereplő Bodø/Glimt kezdte. A 2021-es norvég kupa első körében Nordås mesterhármast lőtt. A 2022-es szezon második felében a Tromsø csapatát erősítette kölcsönben. 2023. augusztus 1-jén a Tromsø-höz írt alá.
2025. február 3-án a Luton Town szerződtette.

### A válogatottban
Nordås 2021-ben mutatkozott be a norvég U19-es és U20-as válogatottban is. Az U20-as válogatottban a 2021. október 7-ei, Portugália elleni mérkőzésén debütált, ahol egyből egy gólt is lőtt. Pályára lépett még a Lengyelország elleni mérkőzésen is, ahol a 45. percben csereként állt be.

## Statisztikák
2023. július 13. szerint
| Klub       | Szezon   | Osztály     | Bajnokság | Bajnokság | Kupa  | Kupa | Nemzetközi | Nemzetközi | Összesen | Összesen |
| Klub       | Szezon   | Osztály     | Meccs     | Gól       | Meccs | Gól  | Meccs      | Gól        | Meccs    | Gól      |
| ---------- | -------- | ----------- | --------- | --------- | ----- | ---- | ---------- | ---------- | -------- | -------- |
| Strømmen   | 2020     | OBOS-ligaen | 26        | 9         | 0     | 0    | —          | —          | 26       | 9        |
| Bodø/Glimt | 2021     | Eliteserien | 11        | 2         | 3     | 4    | 6          | 0          | 20       | 6        |
| Bodø/Glimt | 2022     | Eliteserien | 1         | 0         | 0     | 0    | 1          | 0          | 2        | 0        |
| Bodø/Glimt | 2023     | Eliteserien | 9         | 0         | 5     | 0    | 0          | 0          | 14       | 0        |
| Bodø/Glimt | Összesen | Összesen    | 21        | 2         | 8     | 4    | 7          | 0          | 36       | 6        |
| Tromsø     | 2022     | Eliteserien | 14        | 2         | 1     | 0    | —          | —          | 15       | 2        |
| Összesen   | Összesen | Összesen    | 61        | 13        | 9     | 4    | 7          | 0          | 77       | 17       |

## Sikerei, díjai
Bodø/Glimt
- Eliteserien
  - Bajnok (1): 2021
  - Ezüstérmes (1): 2022